# 布莱克维尔 (南卡罗来纳州)
布莱克维尔（英文：Blackville），是美国南卡罗来纳州下属的一座城市。城市类型是“Town”。其面积大约为9.03平方英里（23.4平方公里）。根据2010年美国人口普查，该市有人口2,406人，人口密度约为每平方英里266.33人（约合每平方公里102.83人）。